# Bookmarklet

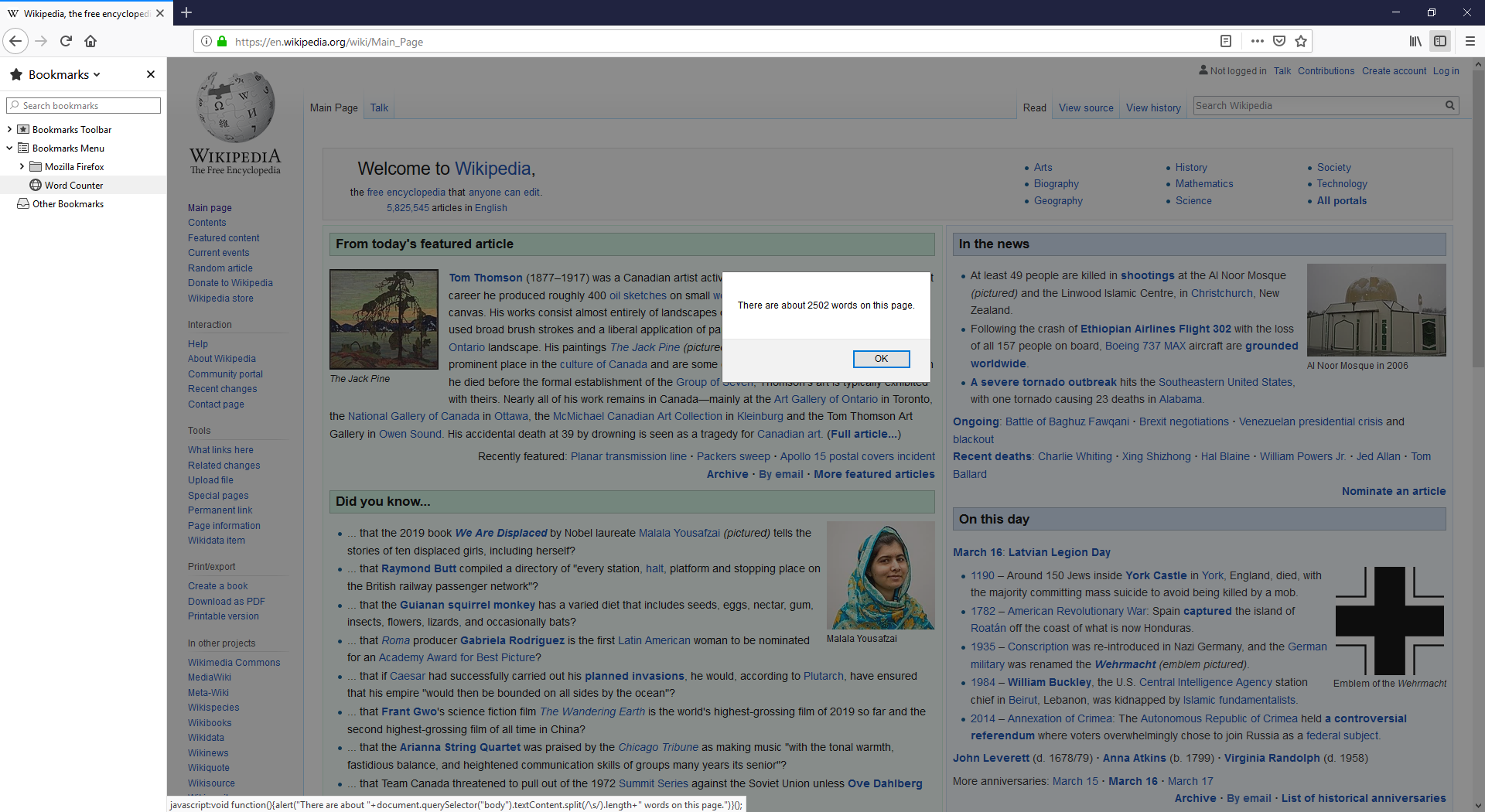
Capture d'écran d'un bookmarklet qui compte le nombre de mots sur la page. Le navigateur est Firefox 65.0.2 fonctionnant sous Windows 10.

Un bookmarklet (en français : signapplet (Québec), applisignet, marque-page scripté) est un petit programme JavaScript pouvant être stocké :
- soit en tant qu'URL dans un signet (marque-page ou lien favori) avec la plupart des navigateurs Web ;
- soit en tant qu'hyperlien dans une page web.

Les bookmarklets sont aussi appelés favelets, du fait qu'Internet Explorer associe la dénomination favoris aux signets.
Les bookmarklets peuvent être sauvegardés et utilisés comme des signets de pages normales et sont donc des outils 'en 1 clic'. Lors de la sélection du signet, le navigateur ne se contente pas d'afficher la page, mais exécute le code JavaScript du bookmarklet pour apporter des fonctionnalités intéressantes au navigateur, telles que :
- modifier le rendu graphique d'une page web (en changeant par exemple la couleur, la police de caractères, la taille des images, etc.) ;
- récupérer des informations d'une page web (hyperliens, images, texte, etc.) ;
- interroger directement un moteur de recherche, en précisant l'objet de la recherche soit dans une boîte de dialogue, soit directement en le sélectionnant dans la page courante ;
- soumettre la page courante à un service web tiers (par exemple ajouter automatiquement la page à del.icio.us).

L'URL d'un bookmarklet commence par javascript: et est suivie du code JavaScript à exécuter. Cependant, l'utilisation des bookmarklets est limitée car les navigateurs ont une limite de caractères pour l'URL.